# Daniel Carasso
Daniel Carasso né le 16 décembre 1905 à Salonique (alors dans l'Empire ottoman) et mort le 17 mai 2009 à Neuilly-sur-Seine est une personnalité franco-espagnole du monde des affaires, fils d'Isaac Carasso (1875-1939), le fondateur de l'entreprise espagnole Danone. Il en a créé les filiales françaises et américaines. Il est à l'origine même du nom de la marque, car son père Isaac Carasso a donné le nom de Danone au groupe en référence au prénom de son fils, « Danon » voulant dire « petit Daniel » en catalan,.

## Biographie
Après des études à l’École supérieure de commerce de Marseille, Daniel Carasso crée en 1929, à Paris, la filiale française de l'entreprise familiale. Il la développe, transformant l'activité artisanale en activité industrielle avec la construction d'une première usine à Levallois-Perret en banlieue parisienne dès 1932.
En 1941, Il fuit l'occupation allemande et s'exile aux États-Unis où il rachète à New York une petite entreprise de yaourts créée par des Grecs et qu'il rebaptise Dannon Milk Products Inc pour conserver la prononciation du nom. Il revient en France en 1945. En 1953, il lance les premiers yaourts aromatisés. En 1959, il cède son entreprise américaine au groupe Beatrice Foods : celle-ci reviendra dans le giron de BSN en 1981. En 1967, il fusionne Danone avec Gervais créant la société Gervais Danone. En 1973, il fusionne cette nouvelle entreprise avec le groupe BSN, dirigé par Antoine Riboud et qui reprendra le nom de Danone en 1994.
L’histoire de la fusion entre BSN et Gervais Danone en 1973 est avant tout celle de la rencontre de Daniel Carasso et Antoine Riboud en 1972, au Centre européen d’éducation permanente (CEDEP), organisme de perfectionnement des cadres créé en 1971 par sept entreprises dont BSN et Gervais Danone. Entre les deux hommes, l’alchimie opère immédiatement.
« Peu de temps après notre première rencontre, Antoine a manifesté le désir de me voir. Très vite, je l’ai considéré comme le partenaire idéal pour mener à bien nos plans d’expansion. Constatant que nos stratégies pour l’avenir concordaient, nous nous sommes mis à rêver ensemble comme des enfants. Nous rêvions de donner un nouvel élan à nos entreprises et de conquérir le monde. À peine un an après notre rencontre, nos deux entreprises fusionnaient », déclarait Daniel Carasso en 1994.
Dès le départ, il s’agissait d’un projet entre deux partenaires qui cherchaient à changer de taille et à se diversifier pour assurer l’avenir de leurs entreprises dans un environnement en pleine transformation. Bien qu’issus d’univers différents – l’un de l’industrie verrière, l’autre de l’alimentaire – Antoine Riboud et Daniel Carasso ont réussi à faire de leur société un groupe reconnu en France et au-delà.
Daniel Carasso reste actif au sein de Danone, dont il est jusqu'à sa mort le président d'honneur. Il partage alors sa vie entre Paris et Barcelone et se rend régulièrement à son bureau au siège du groupe à Paris.
D'un naturel plutôt discret, il fait une apparition publique, à l'âge de 103 ans, pour la célébration des 90 ans de la marque Danone le 2 avril 2009 à Paris. Il meurt à son domicile de Neuilly-sur-Seine le 17 mai 2009.
La collection des œuvres d'art de Daniel Carasso fut, lors de la succession, vendue aux enchères à Drouot Richelieu. Cette vente a fait l'objet d'un catalogue de 192 pages comportant quatre chapitres : archéologie, art d'Asie, mobilier et objet d'art, tableaux et sculptures.

## Fondation Daniel et Nina Carasso
La Fondation Daniel et Nina Carasso fut créée en 2009 sous l'égide de la Fondation de France, en mémoire de Daniel Carasso et de son épouse. La fondation soutient des projets principalement en Europe, et plus particulièrement en France et en Espagne, et intervient dans deux domaines principaux : l'alimentation et l'art. Elle soutient des actions et travaux de recherche qui luttent contre la malnutrition, promeuvent des pratiques alimentaires durables, et contribuent à l'éducation à l'alimentation. Dans le domaine artistique, la fondation finance également la recherche et l'enseignement, la transmission des métiers d'art, ainsi que des projets qui visent à rendre l'art accessible à tous.
En 2017, la Fondation a inauguré un accélérateur de startups au sein de Kedge Business School, campus marseillais de l'école où Daniel Carasso a fait ses études, afin de soutenir des projets d'entreprise.